# Erton Fejzullahu
Erton Fejzullahu (ur. 9 czerwca 1988 w Prisztinie) – kosowski piłkarz pochodzenia albańskiego występujący na pozycji napastnika, skrzydłowego lub ofensywnego pomocnika. Były reprezentant Szwecji. Zawodnik bez klubu.

## Kariera klubowa
Erton Fejzullahu jest wychowankiem klubu Högadal. W 2005 trafił do FC København, a zawodową karierę rozpoczął w 2007 w Mjällby AIF. Od początku pobytu w tej drużynie był jej podstawowym zawodnikiem. W pierwszej części sezonu 2009 Fejzullahu w 14 spotkaniach drugiej ligi zdobył 13 goli, czym wzbudził zainteresowanie kilku europejskich klubów. O pozyskanie Szweda zabiegało między innymi włoskie Udinese Calcio, w którym piłkarz przebywał na testach.
Ostatecznie 17 lipca 2009 Fejzullahu podpisał 4-letni kontrakt z holenderskim NEC Nijmegen. W Eredivisie zadebiutował 2 sierpnia w przegranym 0:2 wyjazdowym meczu z Feyenoordem Rotterdam. W następnym spotkaniu przeciwko Heerenveen Szwed strzelił swojego pierwszego gola dla NEC, a jego zespół zwyciężył ostatecznie 4:1. Od początku pobytu w Nijmegen Fejzullahu w linii ataku grał najczęściej razem z Belgiem Björnem Vleminckxem, a także Saidim Ntibazonkizą z Burundi. W 2011 roku został najpierw wypożyczony do Randers FC, a następnie do Mjällby AIF. Latem 2012 roku podpisał kontrakt ze szwedzkim klubem Djurgårdens IF. W 2014 roku został wypożyczony do Beijing Guo’an.

## Kariera reprezentacyjna
15 listopada 2009 Fejzullahu strzelił dla reprezentacji Szwecji do lat 21 4 bramki w zwycięskim 5:1 meczu z Kazachstanem.
Fejzullahu zadebiutował w reprezentacji Szwecji w meczu przeciwko Korei Północnej w Pucharze Króla Tajlandii 23 stycznia 2013 roku. W tym samym meczu zdobył swoją pierwszą bramkę dla drużyny narodowej.

## Styl gry
Fejzullahu jest uważany za piłkarza wszechstronnego. Może występować zarówno na pozycji napastnika, skrzydłowego, jak i ofensywnego pomocnika. W Szwecji porównywany jest do Zlatana Ibrahimovica.